# Eleanor Maltravers, II baronesa Maltravers
Eleanor Maltravers, o Mautravers, (c. 1345 –  enero de 1405) fue una noble inglesa. Nieta y heredera del primer barón Maltraverswas. Tras casarse en dos ocasiones, fue sucedida por un nieto de su primer matrimonio.

## Orígenes
Su padre era Sir Jon Maltravers, hijo de John Maltravers, I barón Maltravers, y su esposa Millicent. La madre de Eleanor era una mujer de familia desconocida llamada Gwenthlian. Esta falleció en 1349, dejando dos hijos además de Eleanor: of unknown family, died in 1349, leaving Eleanor and her two siblings:
- Henry (n. 1347), quien murió en la infancia.

- Joan (n. c. 1342), esposa de Sir John Keynes, y más tarde de Sir Robert Rous.

Cuando su abuelo John murió en 1364, susdos herederas eran Eleanor y Joan. La muerte sin hijos de esta última permitió que Eleanor reclamara el título.

## Primer matrimonio
El 17 de febrero de 1359, se casó con Sir John FitzAlan. Entre sus hijos se incluían:
- Sir John, casado con Elizabeth, hija de Edward le Despencer, I barón le Despencer, con quien tuvo tres hijos.[3]
- Sir William, caballero de la Orden de la Jarretera, quien se casó con una mujer llamada Agnes, con quien no tuvo hijos.[4]
- Sir Richard, casado con Alice, viuda de Roger Burley, con quien tuvo un hijo y tres hijas.[5][6]
- Joan, quien se casó con Sir William Bryan y con Sir William Etchingham.[5][7]
- Margaret, quien se casó con William de Ros, VI barón de Ros.[5]

Su marido fue convocado por el Parlamento el 4 de agosto de 1377, cuando fue nombrado I barón Arundel, y murió en un naufrafio el 15 de diciembre de 1379. El cuerpo fue arrastado a la playa de Irlanda y enterrado allí.

## Segundo matrimonio
El 9 de agosto de 1380 se casó con Reginald Cobham, II barón Cobham, de Sterborough. En las segundas nupcias para ambos. Sus hijos incluían:
- Reginald, III barón Cobham de Sterborough, quien se casó con Eleanor Culpeper y fue padre de Eleanor, amante y más tarde esposa de Humfredo de Lancaster, duque de Gloucester.[11]
- Margaret, quien se casó con Sir Reginald Curtis, de Westcliffe, con quien tuvo descendencia.

Tras el nacimiento de su hijo y heredero Reginald en 1381, se sacó a la luz que ambos eran primos segundos por ser bisnietos de Maurice de Berkeley, II barón Berkeley. Por tanto su matrimonio era inválido y sus hijos ilegítimos. Después de obtener la declaración de nulidad, así como la dispensa papal por su consaguinidad, volvieron a casarse el 29 de septiembre de 1384. Esto no legalizó la situación de Reginald, por lo que a la muerte de su padre en julio de 1403, el rey requisó la herencia por falta de herederos masculinos.

## Muerte y sucesión
Eleanor murió el 10 o 12 de enero de 1405, y fue enterrada en el priorato de Lewes, Sussex. Su testamento fue fechado el 26 de septiembre de 1404, y validado el 16 de enero de  1405 en Maidstone, Kent.[cita requerida]
Tras su muerte, el título de su abuelo pasó al nieto de Elaenor, John FitzAlan, XIII conde de Arundel,y desde entonces III barón Maltravers.

## Footnotes
1. ↑  Richardson I, 2011, p. 524;Cokayne, 1932, pp. 581–6.
2. ↑  Cokayne, 1932, p. 586;Richardson I, 2011, pp. 29–30;Richardson III, 2011, pp. 455–7.
3. ↑  Richardson I, 2011, p. 32;Richardson II, 2011, pp. 75–6.
4. ↑  Richardson I, 2011, p. 31.
5. 1 2 3  Richardson I, 2011, pp. 31–2.
6. ↑   Él murió el 3 de junio de 1419 y Alice, quien se volvió a casar, murió el 30 de agosto de 1436. Su hija Joan se casó con Sir Thomas Willoughby of Parham.
7. ↑   Ella murió enterrada en Etchingham. See Richardson, D. Plantagenet Ancestry: A Study in Colonial And Medieval Families, 2nd Edition, 2011 (via books.google.com pg 676
8. ↑  Cokayne, 1932, p. 586
9. ↑  Barber, Richard (28 de septiembre de 2006), «Arundel [Fitzalan], Sir John (c. 1348–1379)», Oxford Dictionary of National Biography (Subscription or UK public library membership required), consultado el 18 de abril de 2018.
10. ↑  Richardson I, 2011, pp. 30, 523–5.
11. 1 2 3  Fleming, Peter (3 de enero de 2008), «Cobham family (per. c. 1250–c. 1530)», Oxford Dictionary of National Biography, consultado el 18 de abril de 2018.
12. 1 2  Richardson I, 2011, p. 524.
13. ↑  Cokayne afirmó que murió el 10 de enero de 1405.
14. ↑  Cokayne, 1932, p. 586.